# Southern Agricultural Growth Corridor of Tanzania
Der Southern Agricultural Growth Corridor of Tanzania (kurz: SAGCOT) ist ein Programm zur Entwicklungshilfe in Tansania, das zur Förderung der Landwirtschaft im Süden des Landes beitragen soll. Insgesamt sollen 3,4 Milliarden US-Dollar zur Verfügung gestellt werden, von denen bisher (Stand Dezember 2018) 70 Millionen genehmigt wurden.

## Verlauf
Das Projekt wurde 2009 von der Regierung im Rahmen der Resolution Landwirtschaft zuerst beschlossen und beim afrikanischen Weltwirtschaftsforum in Daressalam 2010 offiziell gestartet. Am 10. März 2016 stellte die Weltbank 70 Millionen US-Dollar zur Förderung des Projektes zur Verfügung. Das Projekt soll bis 2030 andauern. Im Rahmen des Projektes kam es zu Streitigkeiten um Land zwischen Großinvestoren und der ländlichen Bevölkerung. Im Januar 2013 traten daraufhin schärfere Regeln für den Erwerb von Land durch ausländische Großinvestoren in Kraft.

## Ziele
Die Hauptziele von SAGCOT sind:
- Unterstützung von Kleinbetrieben im landwirtschaftlichen Sektor
- verbesserter Schutz vor Landraub
- Steigerung von Einkommen
- Schaffung neuer Arbeitsplätze
- Verbesserung der Infrastruktur
- Ernährungssicherheit

Von der Umsetzung des Projekts sollen 500.000 Menschen im Süden Tansanias direkt profitieren. Außerdem ist das Projekt ein Teil der Nationalen Strategie für Wachstum und Reduzierung der Armut, die unter anderem die Modernisierung und Kommerzialisierung der Landwirtschaft beinhaltet.

## Finanzierung
Das Projekt hat ein Volumen von 3,4 Milliarden US-Dollar, wobei 2,1 Milliarden $ direkt in landwirtschaftliche Betriebe investiert werden und 1,3 Milliarden $ in Infrastruktur und öffentliche Güter. Die Finanzierung verläuft über eine öffentlich-private Partnerschaft, wo neben dem Staat Tansania auch private Geldgeber und Organisationen investieren können.

## Belege
- Informationen auf der projekteigenen Website
- Informationen bei der Weltbank